# Jüdischer Friedhof Gerresheim

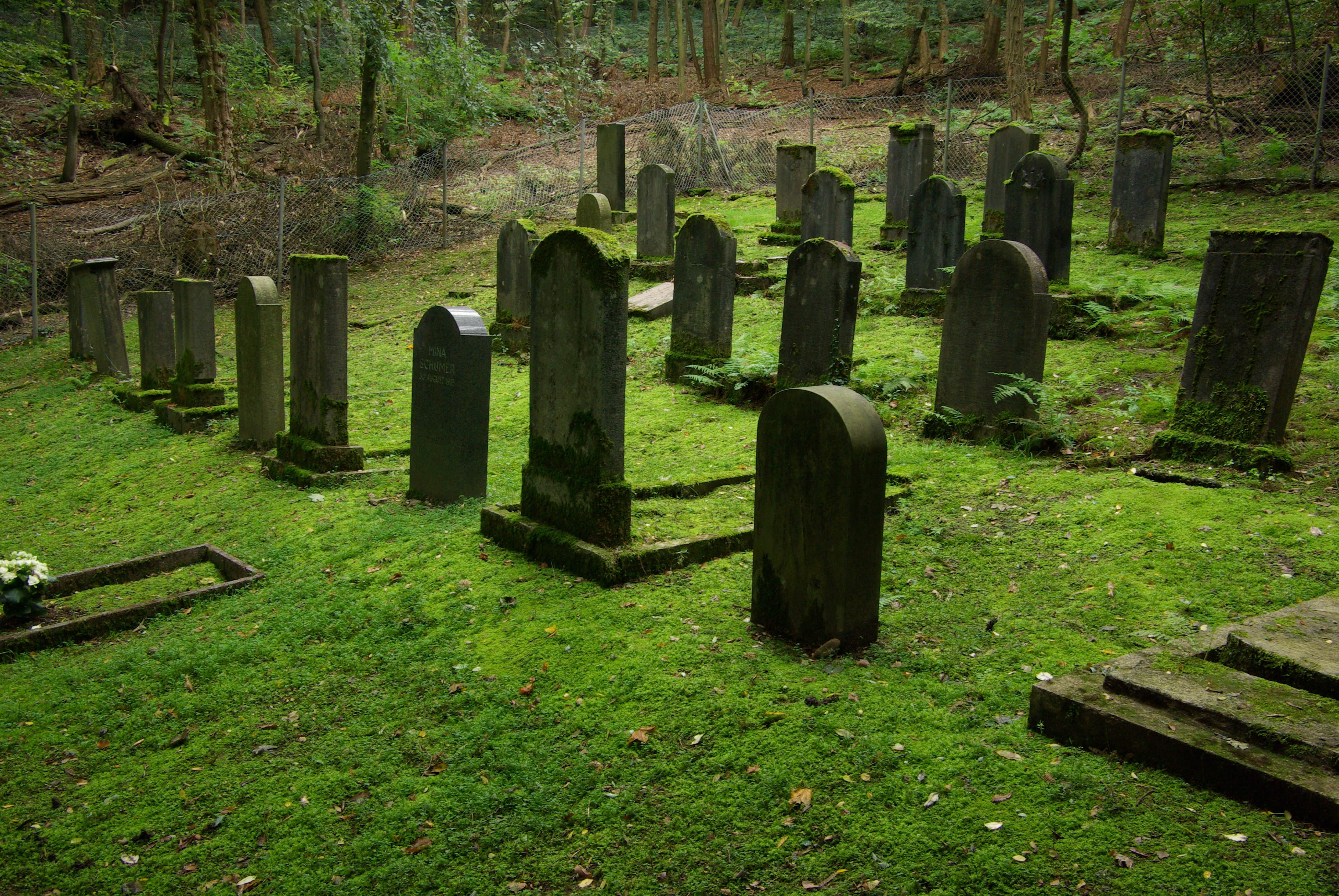
Jüdischer Friedhof Gerresheim

Der Jüdische Friedhof Gerresheim befindet sich in Gerresheim, einem Stadtteil der kreisfreien Stadt Düsseldorf in Nordrhein-Westfalen. Es ist der Begräbnisplatz der orthodoxen Separatgemeinde Adath-Israel. Auf dem jüdischen Friedhof, unweit westlich des  Waldfriedhofs Gerresheim und östlich der Quadenhofstraße, wurden zwischen 1925 und 1938 (nach anderen Angaben zwischen 1903 und 1936) ca. 50 Verstorbene bestattet.

## Älterer jüdischer Friedhof
Ein älterer jüdischer Friedhof am Waldfriedhof in Gerresheim wurde von 1812 bis 1893 belegt. Er wurde 1945 eingeebnet. (Lage)